# Sulfolobus acidocaldarius
Sulfolobus acidocaldarius gehört zu den hyperthermophilen Archaea. Man findet die kokkenförmigen Archaeen der Gattung Sulfolobus (Familie Sulfolobaceae im Phylum Thermoproteota (früher „Crenarchaeota“)) an Schwefelkristallen in heißen, hydrothermalen Quellen.

## Lebensweise
Sulfolobus acidocaldarius kommt in der Umgebung von Vulkanen vor. Es lebt dort in schwefelreichen Quellen, die eine Temperatur bis zu 90 °C erreichen können und einen pH-Wert von 1 bis 5 aufweisen.
Sulfolobus acidocaldarius ist aerob und sein Temperaturoptimum liegt bei 75 °C. Das Temperaturminimum (die Temperatur die diese Archaeen brauchen, um überhaupt wachsen zu können) liegt bei 55 °C. Das pH-Optimum ist bei 2–3.
Sulfolobus acidocaldarius gehört zu den Eisenoxidierenden Mikroorganismen. Zur Energiegewinnung können diese Einzeller verschiedene Substrate nutzen.
Sie sind fähig, sowohl chemolithotroph Schwefelwasserstoff oder elementaren Schwefel zu Schwefelsäure zu oxidieren und CO2 als Kohlenstoffquelle zu nutzen, als auch chemoorganotroph zu wachsen, indem Fe2+ zu Fe3+ oxidiert wird.

## Verwendung
Bei der Hochtemperaturlaugung von Kupfer- und Eisenerzen kommt Sulfolobus zum Einsatz, da er Fe2+ zu Fe3+ oxidieren kann.
Mit der Entdeckung von Sulfolobus und ähnlichen thermostabilen Archaeen (wie z. B. Acidianus) ab 1970, wurde der Grundstein für die hyperthermophile Mikrobiologie gelegt. Sulfolobus war der erste Prokaryot, bei dem Wachstum bei über 80 °C festgestellt wurde.

## Gattung und Familie
Weitere Mitglieder der Gattung Sulfolobus sind Sulfolobus tengchongensis und Sulfolobus islandicus. Sulfolobus tengchongensis wird vom Sulfolobus-Virus STSV1 parasitiert. Die beiden Spezies  Sulfolobus shibatae und Sulfolobus solfataricus wurden inzwischen innerhalb der Familie Sulfolobaceae in die Gattung Saccharolobus gestellt.